# Ancylotrypa nuda
Ancylotrypa nuda är en spindelart som först beskrevs av Hewitt 1916.  Ancylotrypa nuda ingår i släktet Ancylotrypa och familjen Cyrtaucheniidae. Inga underarter finns listade i Catalogue of Life.